# Гіоргі Гогшелідзе
Гіоргі Гогшелідзе  (груз. გიორგი გოგშელიძე, 7 листопада 1979, Горі) — грузинський борець вільного стилю, олімпійський медаліст.

## Біографія
У 1995 році переїхав з Грузії до Москви, де отримав російське громадянство і почав виступати за збірну Росії. Тренувався у московського тренера Валерія Верхушина. З 2006 року почав виступи за збірну Грузії.
Після завершення активних виступів на борцівському килимі перейшов на тренерську роботу, працює на посаді головного тренера молодіжної збірної Грузії з вільної боротьби.

## Спортивні результати на міжнародних змаганнях

### Виступи на Олімпіадах
| Змагання                    | Збірна | Вагова категорія          | Місце  |
| --------------------------- | ------ | ------------------------- | ------ |
| Літні Олімпійські ігри 2008 | Грузія | вільна боротьба, до 96 кг | Срібло |
| Літні Олімпійські ігри 2012 | Грузія | вільна боротьба, до 96 кг | Бронза |

17 листопада 2016 року Таймураз Тігієв з Казахстану позбавлений срібної медалі у ваговій категорії до 96 кг після виявлення заборонених препаратів в повторному аналізі його допінг-проби, взятої на літніх Олімпійських іграх 2008 року в Пекіні. Його медаль перейшла до Гіоргі Гогшелідзе.

### Виступи на Чемпіонатах світу
| Змагання                        | Збірна | Вагова категорія          | Місце  |
| ------------------------------- | ------ | ------------------------- | ------ |
| Чемпіонат світу з боротьби 2001 | Росія  | вільна боротьба, до 97 кг | Золото |
| Чемпіонат світу з боротьби 2002 | Росія  | вільна боротьба, до 96 кг | 6      |
| Чемпіонат світу з боротьби 2006 | Грузія | вільна боротьба, до 96 кг | Срібло |
| Чемпіонат світу з боротьби 2007 | Грузія | вільна боротьба, до 96 кг | 10     |
| Чемпіонат світу з боротьби 2009 | Грузія | вільна боротьба, до 96 кг | Бронза |
| Чемпіонат світу з боротьби 2010 | Грузія | вільна боротьба, до 96 кг | Бронза |
| Чемпіонат світу з боротьби 2011 | Грузія | вільна боротьба, до 96 кг | 25     |

### Виступи на Чемпіонатах Європи
| Змагання                         | Збірна | Вагова категорія          | Місце  |
| -------------------------------- | ------ | ------------------------- | ------ |
| Чемпіонат Європи з боротьби 2001 | Росія  | вільна боротьба, до 97 кг | Срібло |
| Чемпіонат Європи з боротьби 2006 | Грузія | вільна боротьба, до 96 кг | Бронза |
| Чемпіонат Європи з боротьби 2007 | Грузія | вільна боротьба, до 96 кг | Бронза |
| Чемпіонат Європи з боротьби 2008 | Грузія | вільна боротьба, до 96 кг | Золото |
| Чемпіонат Європи з боротьби 2010 | Грузія | вільна боротьба, до 96 кг | Срібло |
| Чемпіонат Європи з боротьби 2012 | Грузія | вільна боротьба, до 96 кг | 9      |

### Виступи на Кубках світу
| Змагання                    | Збірна | Вагова категорія          | Місце  |
| --------------------------- | ------ | ------------------------- | ------ |
| Кубок світу з боротьби 2002 | Росія  | вільна боротьба, до 97 кг | Золото |

### Виступи на інших змаганнях
| Змагання                                                    | Збірна | Вагова категорія                            | Місце  |
| ----------------------------------------------------------- | ------ | ------------------------------------------- | ------ |
| Всесвітні ігри військовослужбовців 1999                     | Росія  | вільна боротьба, до 97 кг                   | Золото |
| Гран-прі Німеччини з боротьби 2001                          | Росія  | вільна боротьба, до 97 кг                   | Золото |
| Абсолютний чемпіонат FILA 2003                              | Росія  | вільна боротьба, абсолютна вагова категорія | Срібло |
| Абсолютний чемпіонат FILA 2003                              | Росія  | вільна боротьба, до 96 кг                   | Золото |
| Олімпійський кваліфікаційний турнір з боротьби 2004 (Софія) | Росія  | вільна боротьба, до 96 кг                   | 4      |
| Золотий Гран-прі з боротьби 2006                            | Грузія | вільна боротьба, до 96 кг                   | Золото |
| Золотий Гран-прі з боротьби 2010 (Тбілісі)                  | Грузія | вільна боротьба, до 96 кг                   | Золото |
| Золотий Гран-прі з боротьби 2010 (Баку)                     | Грузія | вільна боротьба, до 96 кг                   | Бронза |
| Олімпійський кваліфікаційний турнір з боротьби 2012 (Софія) | Грузія | вільна боротьба, до 96 кг                   | Срібло |
| Турнір Аланії з боротьби 2017                               | Грузія | вільна боротьба, до 97 кг                   | 5      |

### Виступи на змаганнях молодших вікових груп
| Змагання                                       | Збірна | Вагова категорія          | Місце  |
| ---------------------------------------------- | ------ | ------------------------- | ------ |
| Чемпіонат світу з боротьби серед юніорів 1998  | Росія  | вільна боротьба, до 90 кг | Золото |
| Чемпіонат Європи з боротьби серед юніорів 1999 | Росія  | вільна боротьба, до 97 кг | Золото |
| Чемпіонат світу з боротьби серед юніорів 1999  | Росія  | вільна боротьба, до 97 кг | Золото |